# FUT9
Альфа-(1, 3)-фукозилтрансфераза, или фукозилтрансферза 9 (англ. Alpha-(1,3)-fucosyltransferase; Fucosyltransferase 9; КФ 2.4.1.-) — фермент трансфераза семейства гликозилтрансфераз 10 (фукозилтрансферазы), продукт гена человека FUT9. Играет роль в гликозилировании белков.

## Функции
Фермент переносит фукозу на лакто-N-неотетраозу, но не на альфа-2,3-сиалиллакто-N-неотетраозу. Может катализировать перенос фукозы на полисахарид, который является последним этапом биосинтеза антигена группы крови Lewis эритроцитов (CD15).

## Структура и внутриклеточная локализация
FUT9 состоит из 359 аминокислот, молекулярная масса 40,1 кДа. Как и многие другие фукозилтрансферазы, локализован на мембранах транс-отдела аппарата Гольджи. 

## Экспрессия
Наиболее высокий уровеь экспрессии обнаружен в переднем отделе мозга и желудке. Экспрессирован также в селезёнке, на лейкоцитах периферической крови.